# 斯蒂夫·科贝尔
斯蒂芬·詹姆斯·科贝尔（Stephen James Coppell，1955年7月9日—）生於英格蘭利物浦Norris Green，是一名前職業足球運動員，作為一名球員，郭甫是被受稱讚的右翼，以速度及效率見稱，郭甫為曼聯上陣超過300場，但因膝傷而於年僅28歲時提早退役，從而擔任領隊職務。於2008/09年球季升級附加賽失敗後辭任雷丁的領隊。
郭甫曾經任教水晶宮、白禮頓及賓福特，並帶領雷丁於2006年歷來首次升級英超。他同時以從發掘新人如伊恩·胡禮（Ian Wright）及凯文·道尔（Kevin Doyle）等，由名不見經傳到家喻戶曉及代表國家隊上陣。郭甫在效力曼聯賽期間於利物浦大学（University of Liverpool）取得经济史學位，是當時少數的學士球星。

## 球員

### 早年
郭甫在年青時是一名銳利的邊線球員，雖然受到不少頂級球會的青睞，他選擇加盟在默西賽德郡低級別的球隊燦美爾，讓他可以完成在利物浦大学修讀的经济史學位。於1974年，郭甫一邊在燦美爾踢球，一邊修讀大學，並且抽空執教大學足球隊。但1975年曼聯提出6萬英鎊收購價及雙倍薪金將郭甫收歸旗下。

### 曼聯
郭甫在曼聯時仍能以半工半讀形式完成大學課程。於1975年3月1日首次披上曼聯球衣，於4-0大勝卡迪夫城一役後補上陣。曼聯在降級乙組一季後隨即回升甲組，郭甫在這季上陣10場及射入1球。
翌季首次在頂級聯賽比賽的郭甫上陣39場及射入10球，包括作客兒時最鍾愛的利物浦時亦有1球進賬。郭甫亦獲徵召代表英格蘭U-23。由湯美·杜察堤（Tommy Docherty）領導的這隊年青的曼聯在甲組逐漸進步，更加晉級到1976年英格蘭足總盃決賽，對手是乙組的而被捧成熱門，但包括郭甫在內的曼聯年青球員均欠缺決賽經驗，最終以0-1負於經驗豐富的修咸頓。
1977年曼聯雖然在聯賽中戰績平平，卻再次晉級到足總盃決賽，這次的對手是正在爭逐聯賽、足總盃及歐洲冠軍盃「三冠王」的利物浦，而上一次兩隊在溫布萊球場的足總盃決賽勝方亦是利物浦。但這回卻是曼聯表現更勝一籌，以2-1獲勝捧盃，而郭甫是上年決賽負方仍然在陣的9名球員之一。

## 領隊

### 布里斯托城
2010年4月22日郭甫復出執教英冠球會布里斯托城，簽署12個月滾輪合約，但由於家庭理由，在季後才正式上任。於執掌球隊僅進行兩場賽事，聯賽揭幕戰主場0-3負於及英格蘭聯賽盃首圈2-3負於後，於2010年8月12日以對職務缺乏熱誠為由宣佈辭職，更會退出足球管理行列。

## 榮譽

### 球員生涯
曼聯
- 英格蘭乙組聯賽冠軍：1975年；
- 英格蘭足總盃冠軍：1977年
- 英格蘭足總盃亞軍：1976年、1979年；

### 領隊生涯
水晶宮
- 英格蘭足總盃亞軍：1990年；
- 英格蘭乙組聯賽附加賽冠軍：1989年；
- 英格蘭甲組聯賽（第二級）附加賽冠軍：1997年；
- 英格蘭足總會員盃冠軍：1991年；

雷丁
- 英格蘭冠軍聯賽冠軍：2005/06年；
- 聯賽領隊協會年度最佳領隊：2006年、2007年[4]；
- 英格蘭超級聯賽每月最佳領隊：2006年9月[5]、2006年11月[6]；
- 英格蘭冠軍聯賽每月最佳領隊：2005年10月[7]、2005年11月[8]；

## 自傳
- 《觸球前進》（Touch and Go），1985年，Collins，ISBN 0002181460

## 外部連結
- 足球数据库：斯蒂夫·科贝尔的球员统计数据
- 足球資料庫：斯蒂夫·科贝尔的領隊統計數據